# رجاص
رجاص (بالامازيغية ⵔⵊⴰⵙ)، مدينة وهي مقر بلدية وادي النجاء بولاية ميلة الجزائرية. تأسست سنة 1875 على يد المعمرين الاجانب ابان الاستعمار الفرنسي للجزائر وكانت تنتمي إلى البلدية المختلطة زغاية وكانت تعرف برجاص الفرادة.

## جغرافيا
تقع بالمنطقة الشمالية لولاية ميلة على الطريق الوطني رقم 79, تبعد حوالي 16 كلم إلى الغرب من مدينة ميلة، تبلغ مساحة المنطقة العمرانية حوالي 1.5 كلم مربع بارتفاع ما بين 340 م حتى 396 م على مستوى سطح البحر، يبلغ تعداد سكانها حوالي 13883 نسمة سنة 2009. كانت مدينة هادئة دات طابع فلاحي ولكنها بدأت مند حوالي سنة 2000م تتحول إلى مدينة يغلب عليها النشاط التجاري مما جعلها تستقطب حركية سكانية واقتصادية على مستوى المنطقة. كانت مدينة رجاص ولا زالت تتميز بهدوئها وجمال أحيائها، فمركز المدينة يعتبر من أجمل الأحياء على مستوى الولاية.
مدينة رجاص هي مقر البلدية أو الدائرة الوحيد على المستوى الوطني الذي لا تسمى باسمه البلدية أو الدائرة.

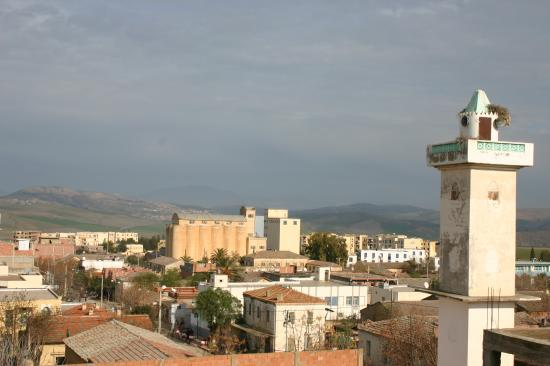
مدينة رجاص.
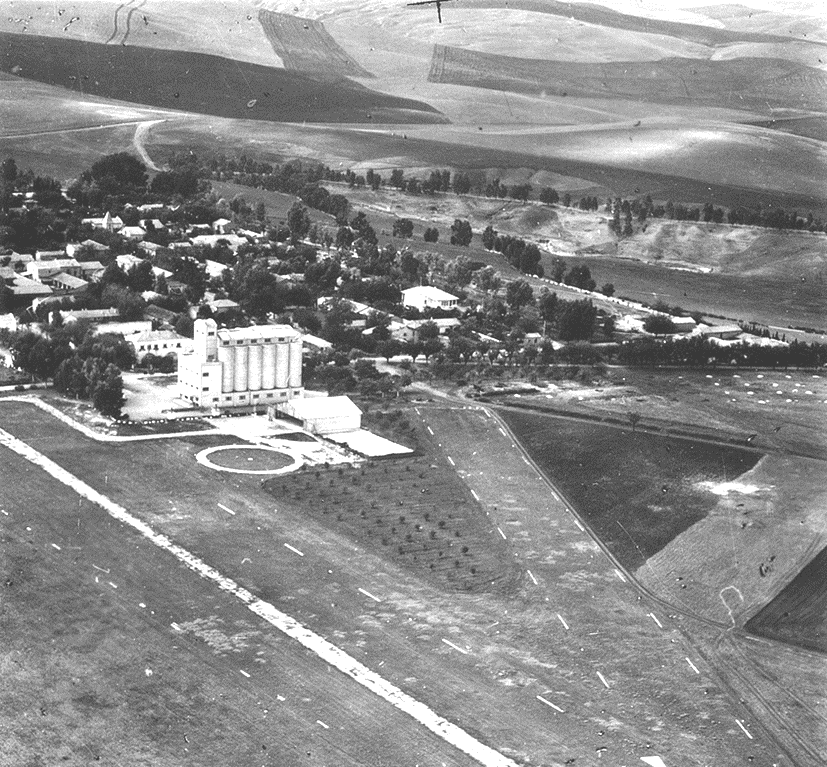
رجاص إبان الاستعمار الفرنسي.
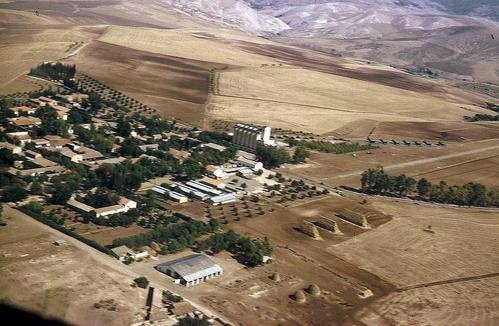
رجاص منظر جوي (صورة تاريخية)

## تاريخ المدينة
رغم أنها ذكرت في عدة مراجع تاريخية إبان الدولة الجزائرية خلال الحقبة العثمانية إلا أن تأسيس مدينة رجاص الحالية كان سنة 1875م على يد المعمرين الأجانب كقرية ذات طابع فلاحي حيث كانت تابعة لبلدية زغاية المختلطة تحت اسم رجاص الفرادة وقد كان يقطنها قلة من الناس وأغلبهم من المعمرين.
أصبحت رجاص قبل الاستقلال مقر لـ بلدية زغاية المختلطة التي كان مقرها قبل دلك في مدينة زغاية، ليعاد فيما بعد تسميتها تحت اسم بلدية وادي النجاء بعد الاستقلال سنة 1963م، وفي سنة 1987 أصبحت مقرا للدائرة لما رقيت بلدية وادي النجاء إلى مصاف دائرة.

## وصلات ذات علاقة
- وادي النجاء